# 233 Asterope
Asterope (asteroide 233) é um asteroide da cintura principal com um diâmetro de 102,78 quilómetros, a 2,3926624 UA. Possui uma excentricidade de 0,1006659 e um período orbital de 1 585 dias (4,34 anos).
Asterope tem uma velocidade orbital média de 18,26049614 km/s e uma inclinação de 7,67556º.
Este asteroide foi descoberto em 11 de Maio de 1883 por Alphonse Borrelly.
Este asteroide recebeu este nome em homenagem à plêiade Asterope da mitologia grega.